# Widjajewo
Widjajewo (russisch Видяево) ist die Siedlung einer Marinebasis der russischen Nordflotte an der Barentssee in der Oblast Murmansk. Der Ort hat 5771 Einwohner (Stand 14. Oktober 2010).
Die geschlossene Siedlung liegt 80 km östlich der norwegischen Grenze und 30 km nordnordwestlich der Stadt Murmansk am Fluss Uriza nahe der westlichen Ura-Bucht (Ura-Guba). 20 km westlich liegt die geschlossene Stadt Saosjorsk.
Die Stadt dient als Siedlung für die beiden Stützpunkthäfen 2 km nördlich an der Ura-Bucht und 6 km nördlich an der Ara-Bucht.
Widjajewo wurde am 31. Juli 1958 gegründet und zunächst nach dem Fluss Uriza benannt. Am 6. Juli 1964 wurde die Siedlung zu Ehren des U-Bootkommandanten im Zweiten Weltkrieg Fjodor Widjajew (Фёдор Алексеевич Видяев) umbenannt.
Leiter der Stadtverwaltung ist Sergei Michailowitsch Dubowoi (Сергей Михайлович Дубовой).

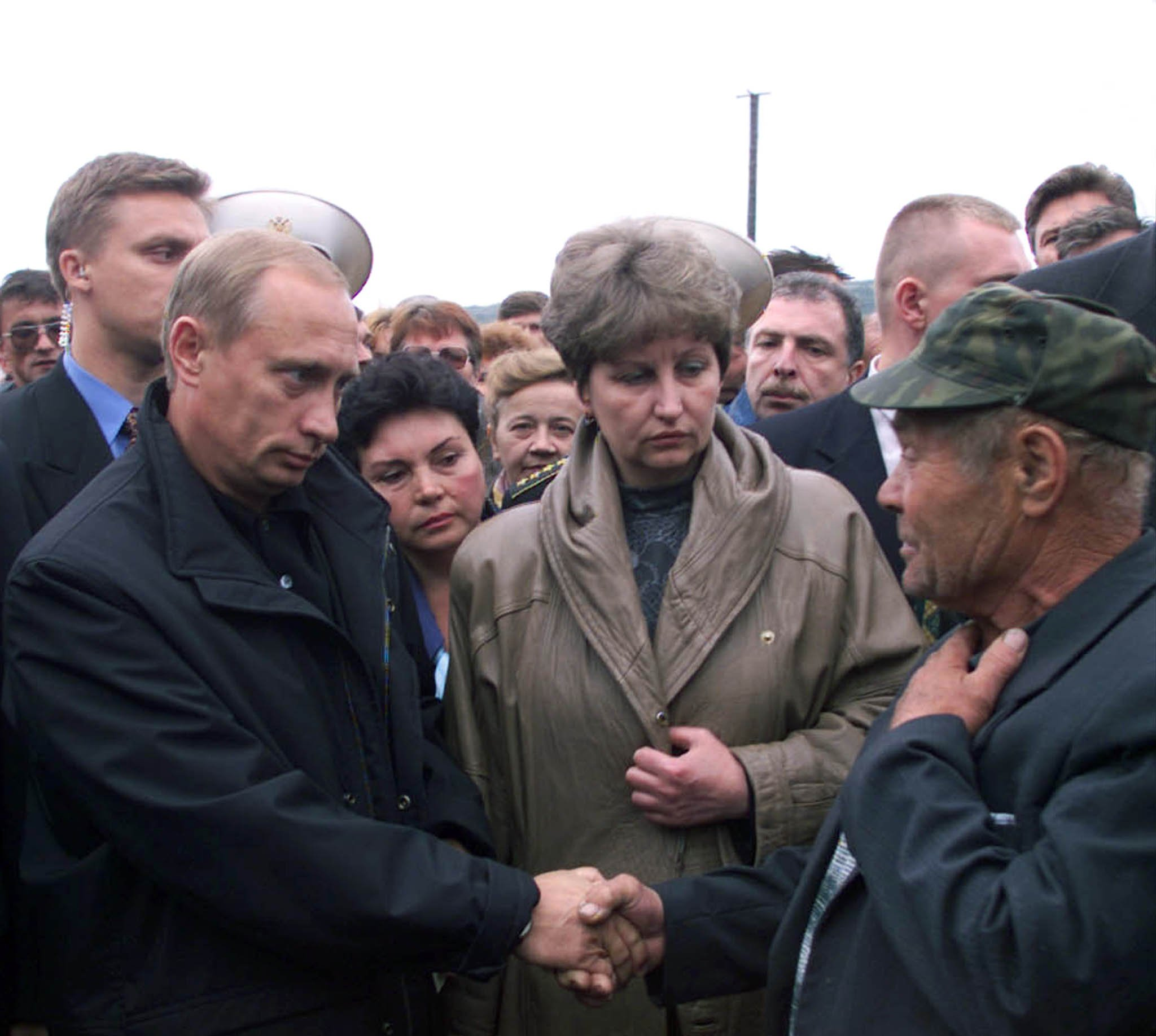
Putin besucht Widjadewo 2000

Widjajewo war der Heimathafen des im Jahr 2000 gesunkenen U-Boots Kursk. Präsident Wladimir Putin besuchte Widjajewo nach dem Unglück relativ spät, wodurch er sich den Unmut der russischen Öffentlichkeit zuzog.

## Bevölkerungsentwicklung
| Jahr | Einwohner |
| ---- | --------- |
| 2002 | 6307      |
| 2010 | 5771      |

Anmerkung: Volkszählungsdaten